# Забрат
Забра́т (азерб. Zabrat) — посёлок городского типа в административном подчинении Сабунчинского района города Баку, Азербайджан. В посёлке расположена одноимённая железнодорожная станция.
Статус посёлка городского типа с 1936 года.
По данным БСЭ в посёлке Забрат действовали заводы машиностроения и приборостроения — БПЗ (Бакинский приборостроительный завод, завод им. Кирова, завод им. Петрова завод Красный Пролетарий и т.д), ведется добыча нефти.
На данный момент поселок официально разделен на две части — Забрат I и Забрат II, каждый из которых имеет свою администрацию, учебные, медицинские, коммунальные и правоохранительные учреждения.

## История
Сара Ашурбейли пишет о переселении Надир-шахом афшар на Апшерон: «Кроме того, он переселил на Апшерон тюрок из племени афшар, заселивших селения Забрат, Кешла и Сабунчи, которым он доверял и на которых опирался.».
Махалля Забрата: Дере, Али ханджар, Тавайлыг, Кебле Рашидлиляр, Чухур хейетлиляр, Тепе, Хямшяхярлиляр (Хамшари мяхялляси), Хашимоглулар, Трамвай, Гедебейлиляр.
Роды посёлка Забрат: Мехдиханлылар — один из самых многочисленных и старинных родов Забрата. По происхождению — тюрки-афшары; Кебле Рашидлиляр — один из больших родов. По происхождению — тюрки-афшары; Хырдаоймаглылар; Чухур хейетлиляр; Хасаноглулар; Байрамлылар (занимают практически полностью Дере); Хаджи рафилиляр; Согудлулар (происходят из афшар); Нёвбятлиляр (происходят из афшар); Шарафханлылар; Мансурлулар; Хашимовлар. Также Амировлар (выходцы из Бузовна), Атакишиевляр (Мухаммеди), Демировлар (Губа), Байрамовлар (Южный Азербайджан), Хейдаровлар и другие.

## Инфраструктура

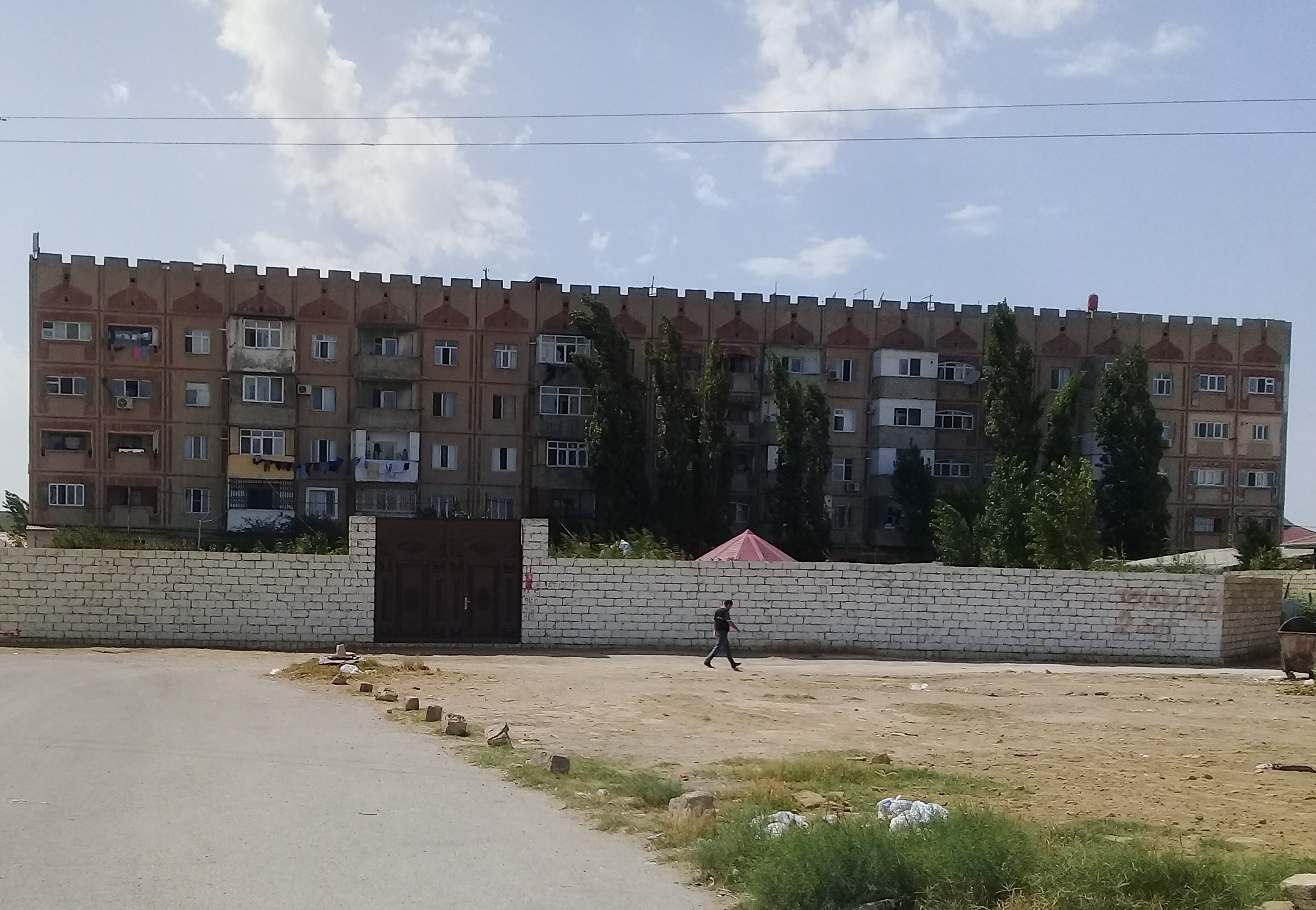
Жилой дом в Забрате

В 2021 году инфраструктура Забрата 1 широко развивается, были возведены новые здания. 
Одним из возведённых недавно жилищных комплексов является "Yeni Zabrat" . Данный комплекс представляет собой 10-ти этажные здания построенные в современном стиле, в которых проживают более 200 человек.

## Население
По статистическим данным 1893 года, этнический состав Забрата составляли таты.

### Известные уроженцы
Уроженкой Забрата являлась Машадиханум Нейматова — советский и азербайджанский историк-эпиграфист, востоковед.
| 1959   | 1970   | 1979   | 1989   | 2011   |
| ------ | ------ | ------ | ------ | ------ |
| 18 249 | 16 511 | 17 071 | 16 558 | 27 400 |